# Nyasa Big Bullets FC
El  Nyasa Big Bullets es un equipo de fútbol de Malaui que participa en la Super Liga de Malaui, la liga de fútbol más importante del país.

## Historia
Fue fundado en el año 1967 en la ciudad de Blantyre por un grupo de jugadores locales del equipo archirrival Mighty Wanderers con el fin de establecer un éxito y con una idea innovadora; y ha sido uno de los equipo dominantes en Malaui desde su fundación.
Es uno de los equipos más apoyados y el más exitoso en el país y el primer equipo de Malaui en participar en la Copa Africana de Clubes Campeones, en el año 1975. 
Nunca ha descendido y posee el récord de más títulos de liga consecutivos, con 7, racha que se terminó por problemas financieros.
Es llamado el equipo de la gente por poner el alma y corazón en los habitantes de Malaui.
Se han llamado de varias maneras en su historia, su primer nombre fue Bata Bullets por su primer patrocinador Bata Shoe Company, porque también la mayoría de los jugadores eran empleados de la compañía.
En el año 2000 cambiaron de nombre por el nuevo patrocinador, el gigante petrolero del país Total Malawi, quien cambió el nombre por el de Total Big Bullets, hasta el 2003, cuando el contrato de patrocinio terminó.
En el 2003 cambiaron el nombre a Bakili Bullets en honor al presidente de Malaui Bakili Muluzi, gozando de periodos de gran fluidez económica, hasta el 2010, cuando adoptaron el nombre que tiene actualmente.
En 2016 cambiaron su nombre por el de Nyasa Big Bullets por razones de patrocinio.

## Rivalidades
Su gran rival es el Mighty Wanderers, siendo una de las rivalidades más violentas en el mundo, casi comparada con la de Liverpool FC y Everton FC en Inglaterra.

## Palmarés
- Super Liga de Malaui: 17

1986, 1991, 1992, 1999, 2000, 2001, 2002, 2003, 2004, 2005, 2014, 2015, 2018, 2019, 2020/21, 2022, 2023
- Copa Castle: 4

1969,1970,1973.1975
- Copa Kamuzu: 7

1974,1975,1979,1980,1981,1983,1986
- Copa Desafió 555:1

1990
- Trofeo BAT Sportman:3

1999,2001,2002
- Trofeo Embassy:1

2003
- Chombe Tea:2

1998,1999
- Copa Carlsberg:1

2002
- Copa Tutulane Charity: 1

2007
- Carlsberg Charity Cup: 1

2012
- Copa Presidencial: 1

2012,2016

## Participación en competiciones de la CAF
| Temporada | Torneo                            | Ronda          | Club                   | Casa  | Visita | Global      |
| --------- | --------------------------------- | -------------- | ---------------------- | ----- | ------ | ----------- |
| 1975      | Copa Africana de Clubes Campeones | 1              | Matlama FC             | w.o.1 | w.o.1  | w.o.1       |
| 1975      | Copa Africana de Clubes Campeones | 2              | Green Buffaloes        | 0-2   | 2-3    | 2-5         |
| 1976      | Recopa Africana                   | Preliminar     | Fortior Mahajanga      | 2-4   | 4-0    | 6-4         |
| 1976      | Recopa Africana                   | 1              | Rhokana United         | 1-0   | 0-4    | 1-4         |
| 1977      | Recopa Africana                   | 1              | Gangama United         | 4-1   | 3-2    | 7-3         |
| 1977      | Recopa Africana                   | 2              | Shooting Stars         | 1-0   | 1-4    | 2-4         |
| 1979      | Copa Africana de Clubes Campeones | 1              | Ogaden Anbassa         | w.o.2 | w.o.2  | w.o.2       |
| 1993      | Copa Africana de Clubes Campeones | 1              | SC Kiyovu Sport        | w.o.2 | w.o.2  | w.o.2       |
| 1997      | Recopa Africana                   | 1              | SC Kiyovu Sport        | 1-0   | 1-2    | 2-2 (a)     |
| 1997      | Recopa Africana                   | 2              | Dynamos FC             | 0-1   | 0-1    | 0-2         |
| 1998      | Recopa Africana                   | Preliminar     | Tanzania Stars         | 2-2   | 1-3    | 3-5         |
| 1999      | Recopa Africana                   | Preliminar     | Hintsa                 | 4-2   | 0-1    | 4-3         |
| 1999      | Recopa Africana                   | 1              | Mathare United         | 3-2   | 0-2    | 3-4         |
| 2000      | Liga de Campeones de la CAF       | Preliminar     | Vital'O FC             | 0-1   | 0-4    | 0-5         |
| 2004      | Liga de Campeones de la CAF       | Preliminar     | Villa SC               | 2-1   | 0-0    | 2-1         |
| 2004      | Liga de Campeones de la CAF       | 1              | Zanaco FC              | 1-0   | 0-1    | 1-1 (5-3 p) |
| 2004      | Liga de Campeones de la CAF       | 2              | Orlando Pirates FC     | 1-0   | 1-2    | 2-2 (a)     |
| 2004      | Liga de Campeones de la CAF       | Fase de grupos | Etoile du Sahel        | 0-1   | 1-1    | 4.º lugar   |
| 2004      | Liga de Campeones de la CAF       | Fase de grupos | Enyimba FC             | 1-1   | 0-6    | 4.º lugar   |
| 2004      | Liga de Campeones de la CAF       | Fase de grupos | Africa Sports National | 2-1   | 1-1    | 4.º lugar   |
| 2015      | Liga de Campeones de la CAF       | Preliminar     | Fomboni FC             | 2-2   | 1-0    | 3-2         |
| 2015      | Liga de Campeones de la CAF       | 1              | Al-Hilal Omdurmán      | 1-1   | 0-4    | 1-5         |
| 2018/19   | Liga de Campeones de la CAF       | Preliminar     | Gor Mahia FC           | 1-0   | 0-1    | 1-1 (3-4 p) |
| 2019/20   | Liga de Campeones de la CAF       | Preliminar     | FC Platinum            | 0-0   | 2-3    | 2-3         |
| 2021/22   | Liga de Campeones de la CAF       | 1              | AmaZulu FC             | 1-3   | 1-0    | 2-3         |
| 2022/23   | Liga de Campeones de la CAF       | 1              | Simba SC               | 0-2   | 0-2    | 0-4         |
| 2023/24   | Liga de Campeones de la CAF       | 1              | Dragón FC              | 1-0   | 2-0    | 3-0         |
| 2023/24   | Liga de Campeones de la CAF       | 2              | TP Mazembe             | 0-1   | 0-4    | 0-5         |
| 2024/25   | Liga de Campeones de la CAF       | 1              | Red Arrows FC          | 2-1   | 0-2    | 2-3         |

1- Matlama abandonó el torneo.

2- Bullets abandonó el torneo.

## Gerencia y Cuerpo Técnico
- Gerente Ejecutivo:  Malinda Chinyama
- Gerente del Equipo: Noel Kaole
- Utilería: Malumbo Chikoko

## Jugadores

### Exjugadores
- Chikondi Banda
- John Banda
- Andrew Chikhosi
- James Chilapondwa
- James Chimera
- Emmanuel Chipatala
- Navigator Dzinkambani
- Harvest Kanyenda
- Henry Kapalamula
- Thom Kazembe
- Fisher Kondowe
- Mabvuto Lungu
- Patrick Mabedi
- Tonny Mkandawire
- Mike Mkuntha
- Peter Mponda
- Maupo Msowoya
- Topsy Msuku
- Bosco Munthali
- Elywn Mwafulirwa
- Muzipasi Mwangonde
- Wisdom Ndhlovu
- Robert Ng'ambi
- Jonnes Nkhwazi
- Elton Nkondowaguluka
- John Phiri
- Denis Saidi
- Greyson Simika
- McDonald Yobe
- Jimmy Zakazaka
- John Banda
- Gilbert Chirwa
- Charles Kagwa
- Henry Kapalamula
- Mabvuto Lungu
- Henry Moyo
- Peter Mponda
- Spy Msiska
- Bosco Munthali
- Elywn Mwafulirwa
- Jonnes Nkhwazi
- Elton Nkondowaguluka
- John Phiri
- Kinnah Phiri
- Dennis Saidi
- Harry Waya
- Lawrence Waya